# Jan Bogaerts (fotograaf)
Jan Bogaerts (Helmond, 10 juli 1948) is een Nederlandse fotograaf.
Bogaerts studeerde aan de Academie voor Beeldende Kunsten Sint-Joost in Breda, met een vervolgopleiding aan de Rijksacademie van Beeldende Kunsten in Amsterdam, richting Visuele Communicatie.
Terug in Brabant leidde hij korte tijd een zwervend bestaan. Vanaf 1975 werkte hij voor bladen als Nieuwe Revu, Panorama en Vrij Nederland; ook voor buitenlandse bladen zoals Time en The Independent maakte hij fotoreportages. In 1990 verscheen in het paperback-magazine Granta te Londen de reportage 'Christmas in Bavaria'.
In de jaren tachtig en negentig kreeg hij diverse opdrachten voor gemeenten en provincies. Zijn werk is op verscheidene tentoonstellingen en fotofestivals geëxposeerd. Bij de Zilveren Camera behaalde Bogaerts in de categorie portret in 1991 een derde en in 1994 een eerste prijs.
Na de veelal monumentale portretseries uit de jaren negentig, veranderde het werk geleidelijk onder invloed van de ontwikkelingen en mogelijkheden in de digitale fotografie.
Toen begin 2003 zijn vriend Karel Glastra van Loon met zijn gezin voor drie maanden naar Thailand afreisde om daar op verzoek van Stichting Vluchteling een roman te schrijven over de Birmese vluchtelingen, besloot Bogaerts hem op te zoeken. Onder de indruk van de verhalen en beelden in vluchtelingenkamp Mae La, ontstond het plan om de roman vergezeld te doen gaan van een fotoboek met als doel de onzichtbare vluchtelingen zichtbaar te maken. In datzelfde jaar nog verscheen het fotoboek De onzichtbaren in beeld, dat een tweeluik vormt met de roman De onzichtbaren van Glastra van Loon.
Eerder maakten zij samen de korte film Een beetje hoop voor de VPRO-televisie en schreef Karel teksten voor Jans beeldboek  's Levens Zoet.
Later werkte Bogaerts aan een project dat de Birmese vluchtelingen moet helpen het eigen verhaal te vertellen.